# مانتو ماورگنوس
مانتو ماوروگنوس (یونانی: Μαντώ Μαυρογένους؛ ۱۷۹۶ – ژوئیه ۱۸۴۸) شاهزاده یونانی و قهرمان جنگ استقلال یونان بود. او یک اشراف‌زاده بسیار ثروتمند بود که دارایی‌های خود را برای cause هِلنیکی اختصاص داد. تحت تشویق او، دوستان اشرافی اروپایی‌اش پول و اسلحه‌هایی برای انقلاب ارسال کردند.

## زندگی اولیه
مانتو ماوروگنوس در تریسته به دنیا آمد، که در آن زمان جزو پادشاهی هابسبورگ بود و اکنون بخشی از ایتالیا است. او دختر تاجر و عضو فیلیکوی اترایا، نیکولائوس ماوروگنیس و همسرش، زاخاراتی خاتزی باتی بود. یکی از اجداد او، عمو پدرش، نیکولاس ماوروگنیس، درگومان ناوگان و شاه ولاچیا بود.
او یک زن زیبا از نسل اشرافی بود که در یک خانواده تحصیل‌کرده بزرگ شد و تحت تأثیر عصر روشنگری قرار داشت. او در یک کالج در تریسته فلسفه یونان باستان و تاریخ یونان تحصیل کرد و به راحتی به زبان فرانسوی، زبان ایتالیایی و زبان ترکی استانبولی صحبت می‌کرد.

## جنگ استقلال یونان

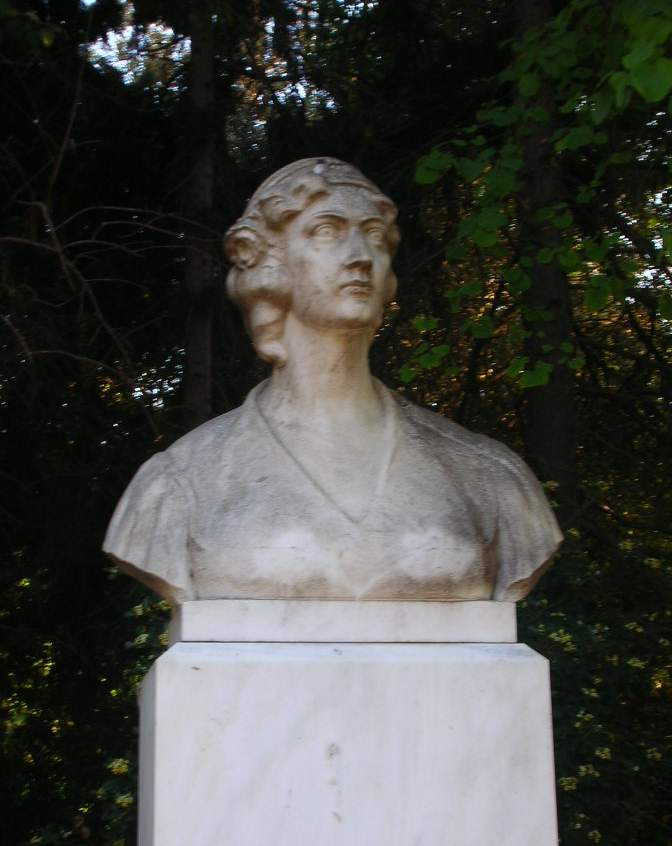
مجسمه نیم‌تنه مانتو ماوروگنوس در آتن.

در سال ۱۸۰۹، او با خانواده‌اش به پاروس نقل مکان کرد، جایی که از پدرش آموخت که فیلیکوی اترایا در حال آماده‌سازی چیزی بود که به جنگ استقلال یونان معروف شد و بعدها، در سال ۱۸۱۸، پس از مرگ پدرش، به تینوس رفت. وقتی مبارزه آغاز شد، او به میکونوس، جزیره‌ای که از آنجا آمده بود، رفت و رهبران میکونوس را دعوت کرد تا به انقلاب بپیوندند.